# Wołogda
Wołogda (ros. Вологда) – miasto obwodowe w Rosji, nad rzeką Wołogda (dorzecze Dwiny). Około 310 302 mieszkańców (2020).

## Historia
Pierwsza historyczna wzmianka o mieście pochodzi z 1236 r., ale w „Żywocie św. Gerazyma” znajduje się data wcześniejsza: 1147 r. W średniowieczu Wołogda leżała na dwóch szlakach handlowych. Jeden prowadził na północ, skąd płynęła cenna sól warzona w klasztorach, a drugi na Syberię, skąd kupcy przywozili drogocenne futra. Wraz z założeniem Sankt Petersburga Wołogda straciła na znaczeniu i stała się miastem prowincjonalnym, co uchroniło jej zabytki od zniszczenia w czasach sowieckiej walki z religią i burzenia cerkwi w XX w.
Wołogda słynie z produktów regionalnych: wołogdzkiego masła o lekko orzechowym smaku, którego unikalna receptura została opracowana w latach 70. XIX w. oraz wołogdzkich koronek.

## Gospodarka
W mieście rozwinął się przemysł elektromaszynowy, spożywczy, lniarski oraz drzewny.

## Transport
Główny dworzec kolejowy to Wołogda-1.
Miasto posiada również port lotniczy.

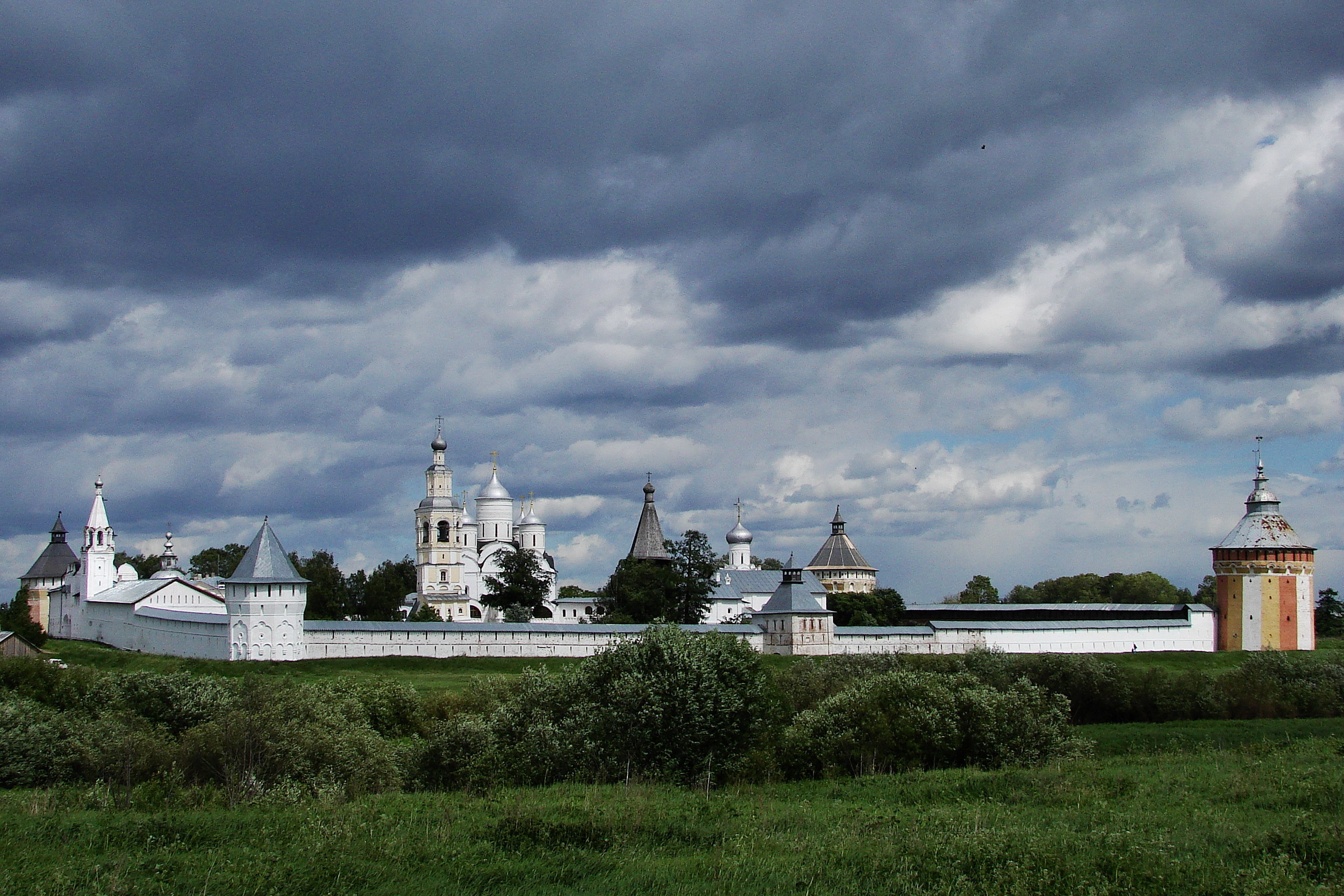
Monaster Chrystusa Zbawiciela
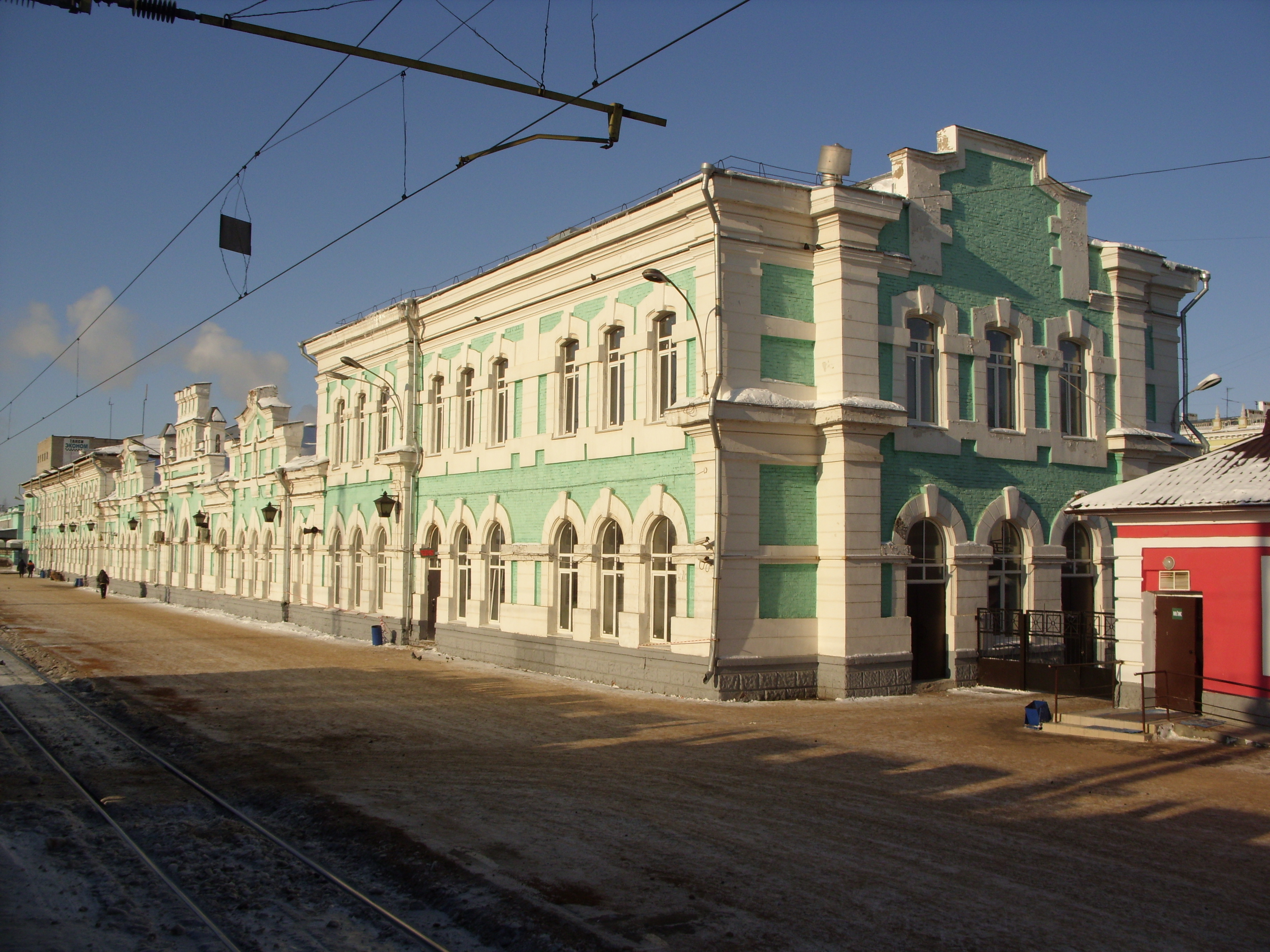
Stacja kolejowa
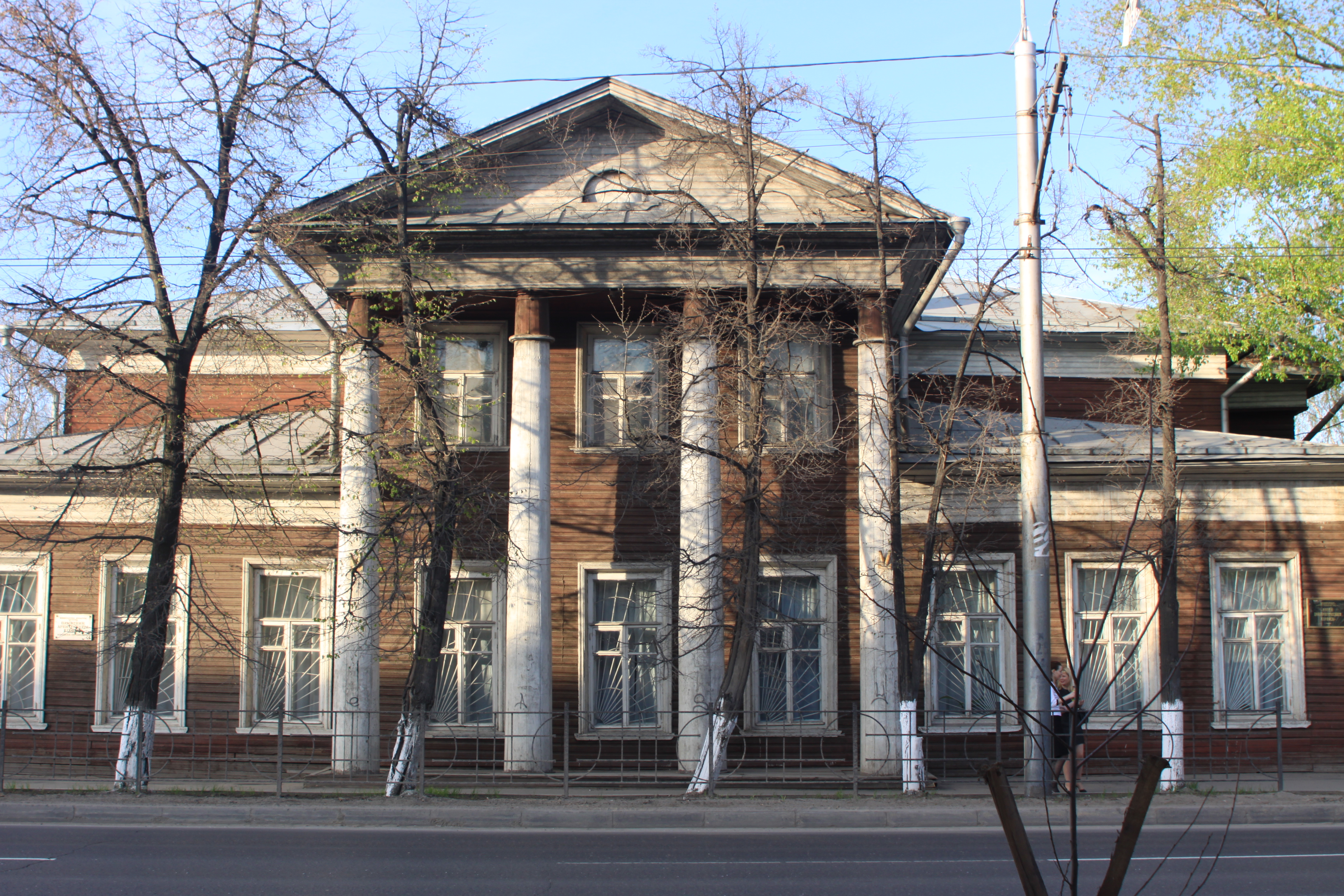
Dom korpusu dyplomatycznego
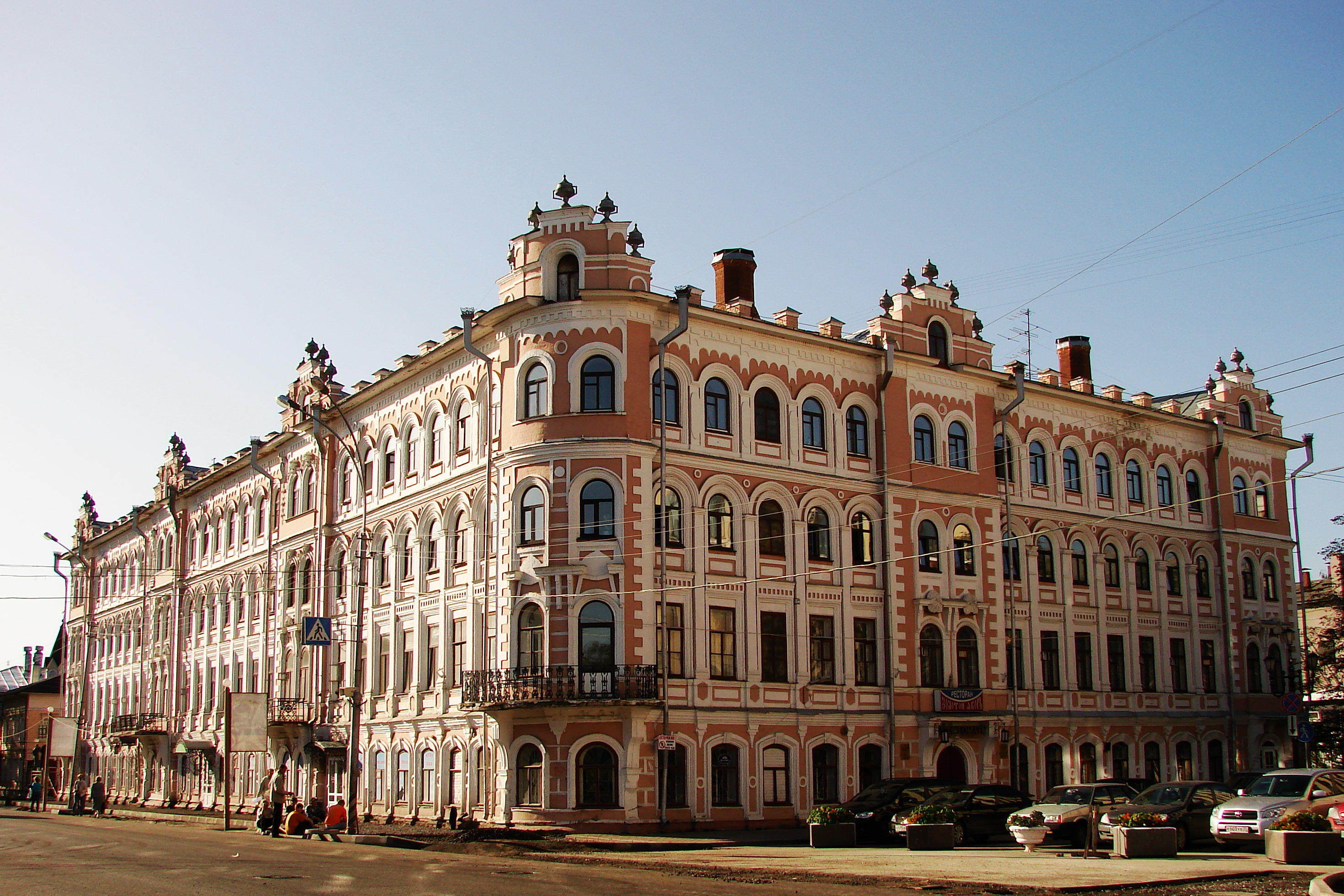
Sztab miejski
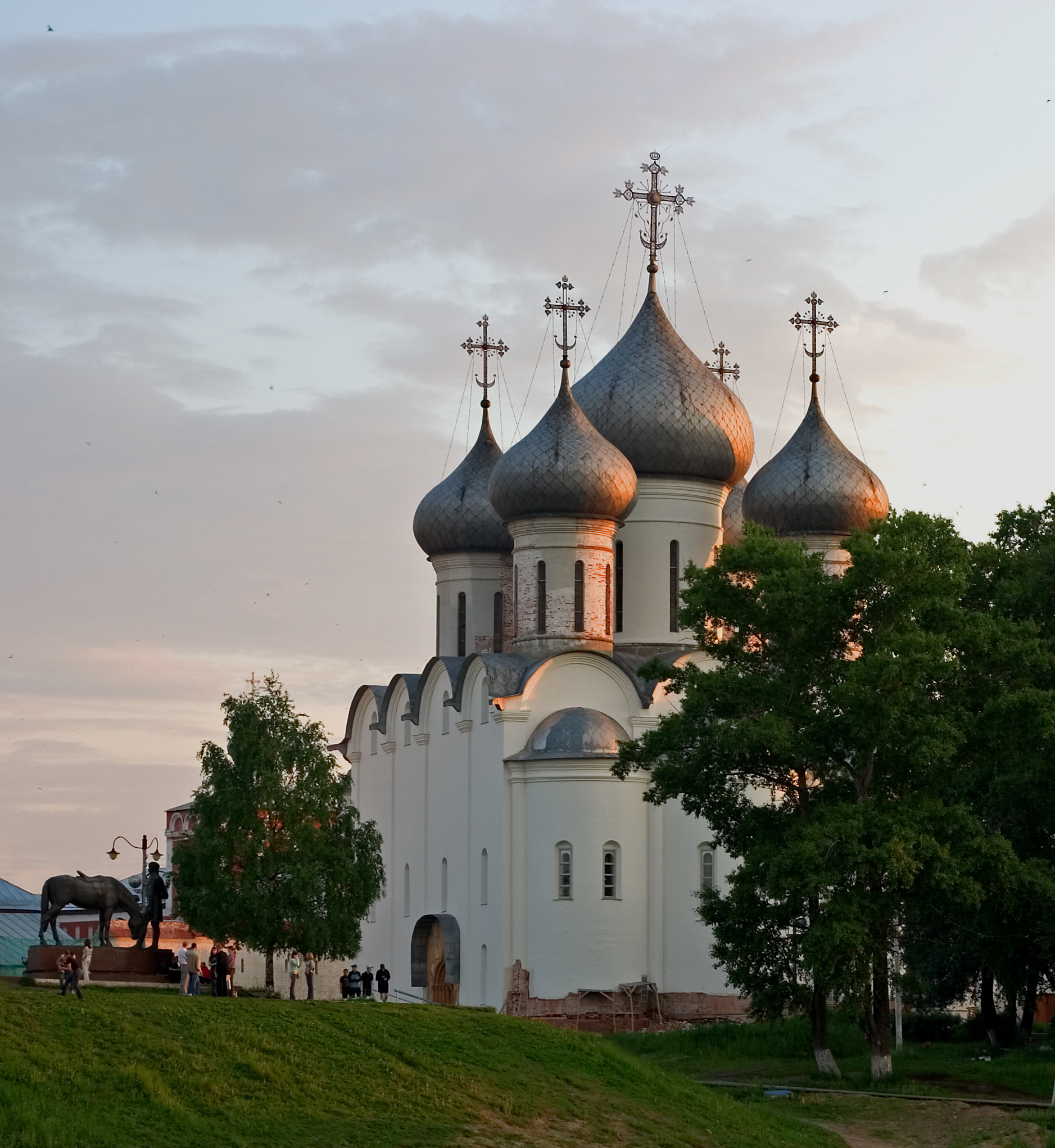
Sobór Sofijski
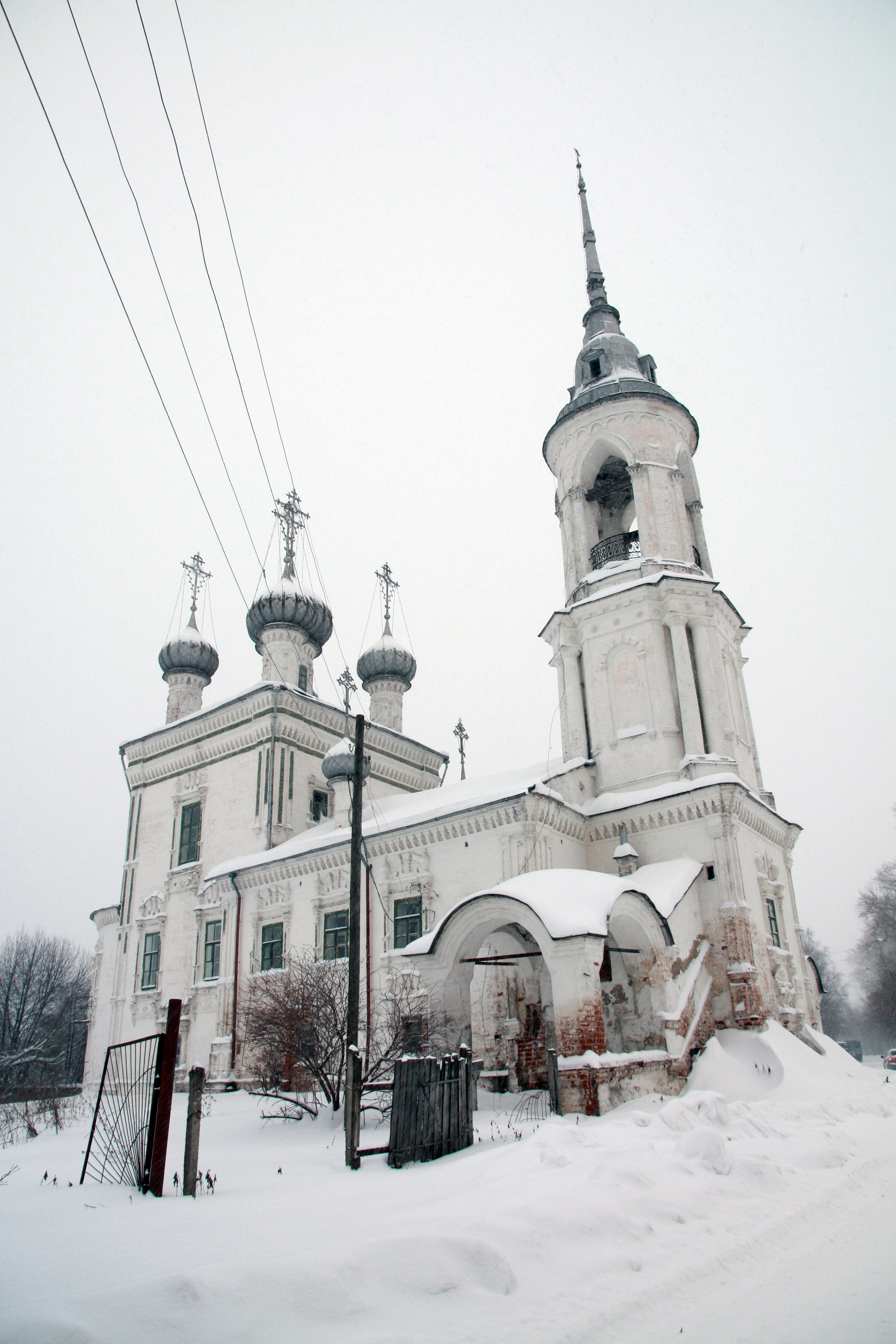
Cerkiew Objawienia Pańskiego

## Sport
- Dinamo Wołogda – klub piłkarski

## Wojsko
Miasto jest siedzibą dowództwa i sztabu 38 Samodzielnej Brygady Kolejowej.

## Miasta partnerskie
- Zwolle, Holandia
- Miszkolc, Węgry
- Kouvola, Finlandia
- Kuusankoski, Finlandia
- Londonderry, Stany Zjednoczone

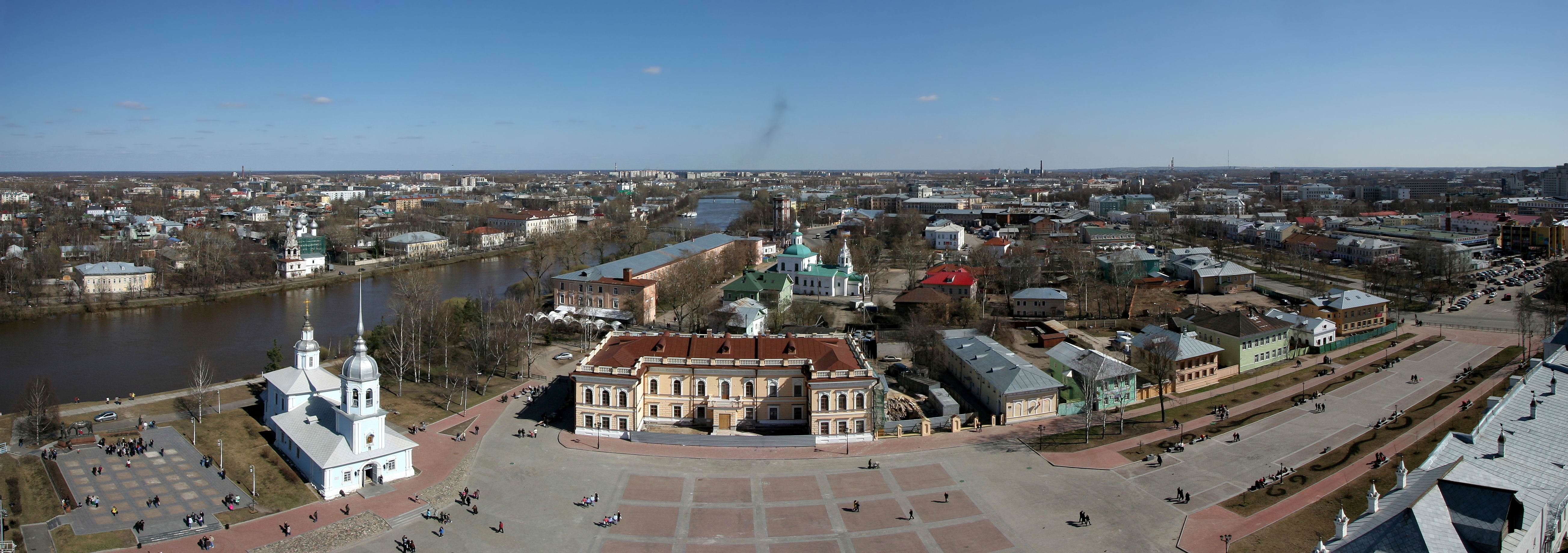
Widok centralnego placu Wołogdy